# Андерс Ерікссон (хокеїст)
Андерс Ерікссон (швед. Anders Eriksson; нар. 9 січня 1975, Болльнес) — шведський хокеїст, що грав на позиції захисника. Грав за збірну команду Швеції.
Володар Кубка Стенлі. Провів понад 600 матчів у Національній хокейній лізі.

## Ігрова кар'єра
Хокейну кар'єру розпочав на батьківщині 1992 року виступами за команду МОДО.
1993 року був обраний на драфті НХЛ під 22-м загальним номером командою «Детройт Ред Вінгз». 
Протягом професійної клубної ігрової кар'єри, що тривала 20 років, захищав кольори команд МОДО, «Нью-Йорк Рейнджерс», «Детройт Ред Вінгз», «Чикаго Блекгокс», «Флорида Пантерс», «Торонто Мейпл-Ліфс», «Колумбус Блю-Джекетс», ГВ-71, «Металург» (Магнітогорськ), «Калгарі Флеймс», «Фінікс Койотс» та «Тімро».
Загалом провів 608 матчів у НХЛ, включаючи 36 ігор плей-оф Кубка Стенлі.
Виступав за збірну Швеції, провів 10 ігор в її складі.

## Нагороди та досягнення
- Команда усіх зірок молодіжного чемпіонату світу — 1995.
- Володар Кубка Стенлі в складі «Детройт Ред Вінгз» — 1998.
- Бронзовий призер чемпіонату світу 1999.

## Статистика

### Клубні виступи
| Сезон              | Клуб                       | Ліга               | Регулярний сезон | Регулярний сезон | Регулярний сезон | Регулярний сезон | Регулярний сезон | Плей-оф | Плей-оф | Плей-оф | Плей-оф | Плей-оф |
| Сезон              | Клуб                       | Ліга               | І                | Г                | П                | О                | ШХ               | І       | Г       | П       | О       | ШХ      |
| ------------------ | -------------------------- | ------------------ | ---------------- | ---------------- | ---------------- | ---------------- | ---------------- | ------- | ------- | ------- | ------- | ------- |
| 1992–93            | МОДО                       | Елітсерія          | 20               | 0                | 2                | 2                | 2                | 1       | 0       | 0       | 0       | 0       |
| 1993–94            | МОДО                       | Елітсерія          | 38               | 2                | 8                | 10               | 42               | 11      | 0       | 0       | 0       | 0       |
| 1994–95            | МОДО                       | Елітсерія          | 39               | 3                | 6                | 9                | 56               | —       | —       | —       | —       | —       |
| 1995–96            | «Адірондак Ред-Вінгз»      | АХЛ                | 75               | 6                | 36               | 42               | 64               | 3       | 0       | 0       | 0       | 0       |
| 1995–96            | «Детройт Ред Вінгз»        | НХЛ                | 1                | 0                | 0                | 0                | 2                | 3       | 0       | 0       | 0       | 0       |
| 1996–97            | «Адірондак Ред-Вінгз»      | АХЛ                | 44               | 3                | 25               | 28               | 36               | 4       | 0       | 1       | 1       | 4       |
| 1996–97            | «Детройт Ред-Вінгз»        | НХЛ                | 23               | 0                | 6                | 6                | 10               | —       | —       | —       | —       | —       |
| 1997–98            | «Детройт Ред-Вінгз»        | НХЛ                | 66               | 7                | 14               | 21               | 32               | 18      | 0       | 5       | 5       | 16      |
| 1998–99            | «Детройт Ред-Вінгз»        | НХЛ                | 61               | 2                | 10               | 12               | 34               | —       | —       | —       | —       | —       |
| 1998–99            | «Чикаго Блекгокс»          | НХЛ                | 11               | 0                | 8                | 8                | 0                | —       | —       | —       | —       | —       |
| 1999–00            | «Чикаго Блекгокс»          | НХЛ                | 73               | 3                | 25               | 28               | 20               | —       | —       | —       | —       | —       |
| 2000–01            | «Чикаго Блекгокс»          | НХЛ                | 13               | 2                | 3                | 5                | 2                | —       | —       | —       | —       | —       |
| 2000–01            | «Флорида Пантерс»          | НХЛ                | 60               | 0                | 21               | 21               | 28               | —       | —       | —       | —       | —       |
| 2001–02            | «Торонто Мейпл-Ліфс»       | НХЛ                | 34               | 0                | 2                | 2                | 12               | 10      | 0       | 0       | 0       | 0       |
| 2001–02            | «Сент-Джонс Мейпл-Ліфс»    | АХЛ                | 25               | 4                | 6                | 10               | 14               | 11      | 0       | 5       | 5       | 6       |
| 2002–03            | «Торонто Мейпл-Ліфс»       | НХЛ                | 4                | 0                | 0                | 0                | 0                | —       | —       | —       | —       | —       |
| 2002–03            | «Сент-Джонс Мейпл-Ліфс»    | АХЛ                | 72               | 5                | 34               | 39               | 133              | —       | —       | —       | —       | —       |
| 2003–04            | «Колумбус Блю-Джекетс»     | НХЛ                | 66               | 7                | 20               | 27               | 18               | —       | —       | —       | —       | —       |
| 2003–04            | «Сірак'юс Кранч»           | АХЛ                | 9                | 1                | 3                | 4                | 12               | —       | —       | —       | —       | —       |
| 2004–05            | ГВ-71                      | Елітсерія          | 32               | 1                | 9                | 10               | 54               | —       | —       | —       | —       | —       |
| 2005–06            | «Спрингфілд Фалконс»       | АХЛ                | 12               | 1                | 8                | 9                | 10               | —       | —       | —       | —       | —       |
| 2005–06            | «Металург» (Магнітогорськ) | Росія              | 17               | 2                | 8                | 10               | 10               | 11      | 3       | 2       | 5       | 16      |
| 2006–07            | «Колумбус Блю-Джекетс»     | НХЛ                | 79               | 0                | 23               | 23               | 46               | —       | —       | —       | —       | —       |
| 2007–08            | «Калгарі Флеймс»           | НХЛ                | 61               | 1                | 17               | 18               | 36               | 3       | 0       | 1       | 1       | 2       |
| 2008–09            | «Куод-Сіті Флеймс»         | АХЛ                | 64               | 4                | 45               | 49               | 60               | —       | —       | —       | —       | —       |
| 2008–09            | «Калгарі Флеймс»           | НХЛ                | —                | —                | —                | —                | —                | 2       | 0       | 0       | 0       | 0       |
| 2009–10            | «Фінікс Койотс»            | НХЛ                | 12               | 0                | 3                | 3                | 2                | —       | —       | —       | —       | —       |
| 2009–10            | «Нью-Йорк Рейнджерс»       | НХЛ                | 8                | 0                | 2                | 2                | 0                | —       | —       | —       | —       | —       |
| 2010–11            | «Тімро»                    | Елітсерія          | 6                | 0                | 1                | 1                | 6                | —       | —       | —       | —       | —       |
| 2010–11            | МОДО                       | Елітсерія          | 25               | 2                | 10               | 12               | 46               | —       | —       | —       | —       | —       |
| Усього в Елітсерії | Усього в Елітсерії         | Усього в Елітсерії | 160              | 8                | 36               | 44               | 206              | 12      | 0       | 0       | 0       | 0       |
| Усього в НХЛ       | Усього в НХЛ               | Усього в НХЛ       | 572              | 22               | 154              | 176              | 242              | 36      | 0       | 6       | 6       | 18      |

### Збірна
| Рік                | Команда            | Турнір             | Місце              | І  | Г | П  | О  | ШХ |
| ------------------ | ------------------ | ------------------ | ------------------ | -- | - | -- | -- | -- |
| 1994               | Швеція             | МЧС                | 2                  | 7  | 1 | 3  | 4  | 10 |
| 1995               | Швеція             | МЧС                | 3                  | 7  | 3 | 7  | 10 | 10 |
| 1999               | Швеція             | ЧС                 | 3                  | 10 | 0 | 3  | 3  | 14 |
| Молодіжна збірна   | Молодіжна збірна   | Молодіжна збірна   | Молодіжна збірна   | 14 | 4 | 10 | 14 | 20 |
| Національна збірна | Національна збірна | Національна збірна | Національна збірна | 10 | 0 | 3  | 3  | 14 |